# Songkran

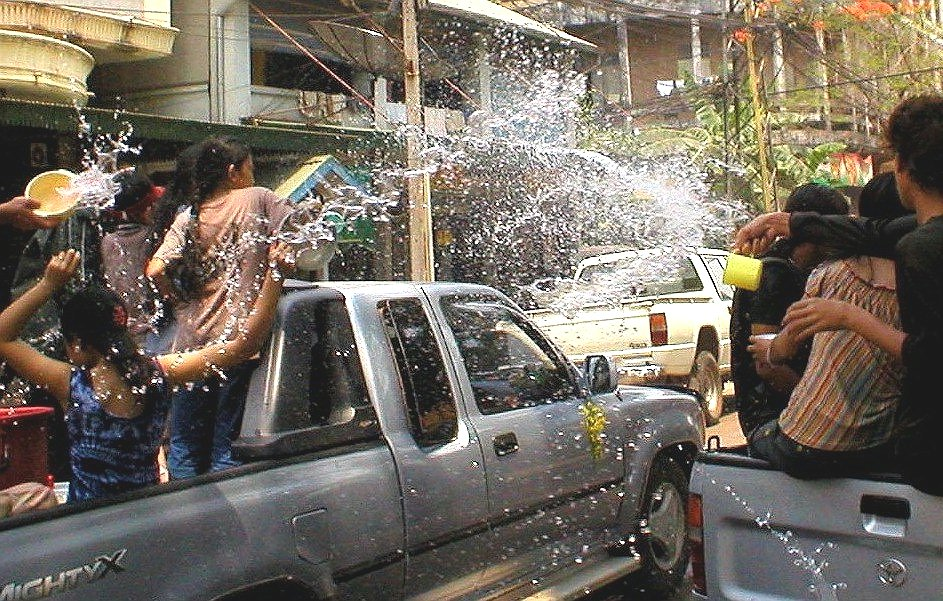
Batalla d'aigua a Vientiane (Laos).

El Songkran o cap d'any budista és una celebració que té lloc a alguns països del sud-est d'Àsia.
- A Tailàndia se celebra com a Songkran (Thai: สงกรานต์, del sànscrit "sankrānti", passatge astrològic). La celebració del cap d'any budista a aquest país és la més famosa de totes.
- A Laos se celebra com a Pimay (any nou).
- A Birmània se celebra com a Thingyan.
- A Cambodja aquesta festivitat budista se celebra com a Chaul Chhnam.
- El cap d'any budista (Xinés: 潑水節) també se celebra entre la minoria Dai del Yunnan, al sud de la República Popular de la Xina.

Entre les celebracions més representatives d'aquesta festivitat cal mencionar que la gent surt al carrer a llençar aigua als altres.